# Październik 2013

## 31 października
- Organizacja ds. Zakazu Broni Chemicznej poinformowała, że Syria zniszczyła całą zadeklarowaną infrastrukturę, służącą do produkcji broni chemicznej. (wp.pl, Polskie Radio)
- W Iraku zginęło co najmniej 26 osób w serii zamachów, spowodowanych pięcioma eksplozjami samochodów-pułapek na północ od Bagdadu. Do największego ataku doszło w miejscowości Tuz Chormato, gdzie zginęło siedem osób, a 42 zostały ranne. (RMF24, onet.pl)
- Jerzy Buzek został w Heidelbergu odznaczony Medalem Marcina Lutra, co czyni go pierwszym zagranicznym laureatem tego wyróżnienia. (TVN24, dziennik.pl)
- Dziennik „The Washington Post”, powołując się na dokumenty udostępnione przez Edwarda Snowdena, poinformował, że amerykańska Agencji Bezpieczeństwa Narodowego przechwytywała dane z serwerów Google i Yahoo!. Te doniesienia zdementował szef NSA, Keith Alexander. (wyborcza.pl, wp.pl)
- Zmarł Henryk Markiewicz, badacz literatury polskiej, emerytowany profesor UJ, były redaktor naczelny Polskiego Słownika Biograficznego. (wyborcza.pl)
- Na Tajwanie wystąpiło trzęsienie ziemi o magnitudzie 6.3 stopnia. Nie odnotowano większych zniszczeń, ani ofiar śmiertelnych. Trzęsienie miało miejsce 19,5 km na wschód od powiatu Hualian. (NHK)

## 30 października
- W Iraku zginęło 11 osób, a 19 zostało rannych w wyniku ataku dwóch zamachowców-samobójców na koszary sunnickiej milicji w Bagdadzie. Do zamachu doszło również w Mosulu, gdzie zamachowiec-samobójca zdetonował samochód wypełniony materiałami wybuchowymi w punkcie kontrolnym policji. Zginęło co najmniej osiem osób. (wp.pl, BBC)
- Co najmniej 44 osoby zginęły w wybuchu zbiornika paliwowego autobusu w indyjskim mieście Mahbubnagar w pobliżu Hajdarabad. (NDTV)
- Izrael w ramach ograniczonej amnestii uwolnił 26 Palestyńczyków, skazanych głównie za zabójstwa. (Reuters, wp.pl)
- Hiszpański dziennik „El Mundo”, powołując się na dokumenty udostępnione przez Edwarda Snowdena, podał, że Polska jest jednym z 20 krajów udostępniających dane amerykańskiej Agencji Bezpieczeństwa Narodowego. (wp.pl, dziennik.pl)
- W wieku 72 lat zmarł William Lowe, amerykański inżynier fizyki i szef zespołu, który stworzył pierwszy komputer osobisty firmy IBM[1].

## 29 października
- Tysiące syryjskich cywili opuściło oblężone przedmieścia Damaszku. (BBC)
- Czterej francuscy zakładnicy, przetrzymywani w Nigrze przez jedną z gałęzi Al-Ka’idy od 2010 roku, zostali uwolnieni[2].
- Turcja otworzyła pierwszy na świecie tunel morski łączący Europę i Azję przez cieśninę Bosfor w Stambule. Ma 14 km długości, a jego budowa kosztowała 4 miliardy dolarów. (Al Jazeera, Polskie Radio)
- w Południowej Afryce lider Boeremag i 23 inne osoby zostały skazane na 35 lat więzienia za spiskowanie w celu zabicia byłego prezydenta Nelsona Mandeli. (News24)
- W USA mężczyzna zastrzelił pięć osób ze swojej rodziny, a następnie popełnił samobójstwo w domu w Greenwood w stanie Karolina Południowa. (CNN, wp.pl)
- Co najmniej pięć osób zginęło w starciach pomiędzy brygadami samoobrony a kartelem narkotykowym Templariuszy w południowo-zachodnim Meksyku. W wyniku walk doszło również do uszkodzenia linii energetycznych. (tvp.info)

## 28 października
- W wyniku wichur i ulewnych deszczów szalejących w północnej Europie zginęło co najmniej 15 osób. Ponadto wichury pozbawiły prądu pół miliona gospodarstw domowych w Wielkiej Brytanii i Francji. Wiatr osiągał prędkość od 100 do 190 km/h, powalając tysiące drzew i powodując paraliż komunikacyjny w Niemczech, Danii, Holandii, Belgii i Szwecji. (Polskie Radio, wp.pl, TVN24)
- Pięć osób zginęło, a 38 zostało rannych w wybuchu samochodu na placu Tian’anmen w Pekinie w Chinach. (wyborcza.pl, Al Jazeera, BBC)
- Zginęło sześciu górników, a pięciu zostało ciężko rannych w wyniku wycieku gazu w kopalni węgla kamiennego w północnej Hiszpanii. (wp.pl)
- Trzech egipskich policjantów zostało zabitych przez zamaskowanych mężczyzn w punkcie kontrolnym w mieście Al-Mansura w Delcie Nilu. (Reuters)
- W wieku 86 lat zmarł Tadeusz Mazowiecki, ostatni premier PRL i pierwszy premier III Rzeczypospolitej (w latach 1989–1990); współtwórca i przewodniczący Unii Demokratycznej i Unii Wolności[3]. (wp.pl)
- Po dwóch latach pobytu za kratami dr Conrad Murray, skazany za nieumyślne spowodowanie śmierci Michaela Jacksona, został wypuszczony z więzienia w Los Angeles[4]. (ABC News, Wprost)
- W Rumunii rozpoczęto budowę obiektu tarczy antyrakietowej Stanów Zjednoczonych. (wp.pl)
- Firma General Dynamics w stoczni Bath Iron Works, znajdującej w mieście Bath w stanie Maine, zwodowała pierwszy niszczyciel typu Zumwalt, wykonany w technologii stealth i przystosowany do ataków na cele naziemne. (interia.pl)

## 27 października
- Giorgi Margwelaszwili został wybrany na prezydenta Gruzji. Uzyskał ponad 66% głosów. (tvp.info)
- Pięć osób zginęło, a ponad 72 zostały ranne w wyniku wybuchu ośmiu bomb w indyjskim mieście Patna w stanie Bihar. (Firstpost)
- W Iraku w serii wybuchów samochodów-pułapek w Bagdadzie i okolicznych miejscowościach zginęło ponad 42 ludzi. Kolejne 16 osób – głównie żołnierzy – zginęło w Mosulu w wyniku ataku zamachowca-samobójcy. (tvp.info, gazeta.pl, BBC)
- We wschodnim Afganistanie w wyniku wybuchu przydrożnej bomby zginęło 18 osób (w tym kobiety i dzieci), a 5 zostało rannych. (Reuters, TVN24)
- Ted Ligety ze Stanów Zjednoczonych zwyciężył w slalomie gigancie w Sölden inaugurującym sezon 2013/2014 narciarstwie alpejskim[5].
- Amerykanka Serena Williams zwyciężyła w turnieju tenisowym TEB BNP Paribas WTA Championships zamykającym sezon rozgrywek kobiecych w sezonie 2013. (sportowefakty.pl)
- Zakończyły się, rozgrywane we Wrocławiu, mistrzostwa świata w podnoszeniu ciężarów. (sport.pl)
- Zmarł Lou Reed, amerykański wokalista rockowy, gitarzysta, autor tekstów, kompozytor, lider grupy The Velvet Underground. (wyborcza.pl, TVN24)
- Sebastian Vettel i zespół Red Bull Racing wywalczyli mistrzostwo świata Formuły 1 w klasyfikacji kierowców i konstruktorów. (Wyprzedź Mnie!)

## 26 października
- Zakończyły się wybory parlamentarne w Czechach. Największe poparcie uzyskały: Czeska Partia Socjaldemokratyczna (20,45% głosów), Akcja Niezadowolonych Obywateli (18,65%), Komunistyczna Partia Czech i Moraw (14,91%) oraz TOP 09 (11,99%). (volby.cz, wp.pl)
- Reprezentantka Szwajcarii Lara Gut zwyciężyła w Sölden zawody inaugurujące puchar świata w narciarstwie alpejskim kobiet[6].
- W Iranie zginęło co najmniej 17 funkcjonariuszy straży granicznej w ataku dokonanym przez niezidentyfikowaną zbrojną grupę w prowincji Sistan i Beludżystan na granicy z Pakistanem. W odwecie za to w Zahedanie powieszono 16 rebeliantów „powiązanych z grupami wrogimi wobec państwa”. (Polskie Radio, BBC)
- W Portugalii kilkadziesiąt tysięcy osób protestowało w Lizbonie przeciwko oszczędnościowej polityce rządu. Ponadto protesty zorganizowano w Porto, Faro, Viseu, Funchal i w wielu innych miastach. (Polskie Radio)
- Największy bank w USA JPMorgan Chase w ramach ugody z FHFA będzie musiał wypłacić odszkodowanie na sumę ponad 5 mld dolarów w związku z oskarżeniem o wprowadzenie w błąd inwestorów w latach 2005–2007. (money.pl, Rzeczpospolita)
- Adam Nawałka został wybrany na selekcjonera piłkarskiej reprezentacji Polski[7].

## 25 października
- Nigeryjscy wojskowi podali, że zginęło łącznie 74 członków Boko Haram podczas ataku na bazy rebeliantów w północno-wschodnim stanie Borno. (Reuters, wp.pl)
- W Syrii zginęło co najmniej 40 osób, a kilkadziesiąt zostało rannych w wyniku wybuchu samochodu-pułapki w mieście Suk Wadi Barada, znajdującego się ok. 40 km od Damaszku. (wp.pl, tvp.pl)
- Na Oceanie Spokojnym na wschód od prefektury Fukushima na japońskiej wyspie Honsiu miało miejsce trzęsienie ziemi o sile 7,3 w skali Richtera. Epicentrum znajdowało się na głębokości ok. 10 km, natomiast wstrząsy były odczuwalne w oddalonym o 480 km Tokio. Trzęsienie nie spowodowało zniszczeń. (Polskie Radio, interia.pl, onet.pl bankier.pl)
- W Hiszpanii setki tysięcy ludzi demonstrowało przeciwko kontrowersyjnej reformie oświaty. Protesty miały miejsce m.in. w Barcelonie i Madrycie. (tvp.info)

## 24 października
- W wyniku ataku bojowników Boko Haram na nigeryjskie siły bezpieczeństwa zginęło co najmniej 35 żołnierzy. Atak miał miejsce w mieście Damaturu w Yobe. (Wprost)
- W zachodniej Tajlandii w wypadku autobusu zginęły 22 osoby, a 16 zostało rannych. (wp.pl)
- Co najmniej 1 osoba zginęła, 40 zostało rannych (10 ciężko i 4 w stanie krytycznym), a 20 uznano za zaginione po silnej eksplozji w fabryce cukierniczej firmy Dulces Blueberry w mieście Ciudad Juárez w Meksyku. (Polskie Radio, onet.pl)
- Chińskie Ministerstwo Środowiska i Zasobów Wodnych wyśle zespoły inspekcyjne w celu zbadania jakości powietrza w miastach po incydencie ze smogiem w Harbinie. (Reuters)
- Astronomowie poinformowali o odkryciu najodleglejszej znanej galaktyki. Nazwano ją z8 GND 5296, jest oddalona o około 13 milionów lat świetlnych od Ziemi. (Polskie Radio)
- Portugalska policja wznowiła śledztwo w sprawie zaginięcia Madeleine McCann. (Polskie Radio, BBC)
- W wieku 100 lat zmarł Nyanasamvara Suvaddhana, 19. Najwyższy Patriarcha Buddyzmu w Tajlandii[8].

## 23 października
- Front Obrony Ludności Lewantu zajął wioskę niedaleko Sadad, zamieszkaną głównie przez wyznawców Syryjskiego Kościoła Ortodoksyjnego. W wyniku tego zostało zabitych co najmniej dziewięć osób. Następnie rebelianci zaatakowali gazociąg, znajdujący się niedaleko portu lotniczego w Damaszku, co spowodowało przerwy w dostawie prądu na terenie całego kraju. (Reuters, Reuters. wp.pl)
- Ośmiu policjantów i dwóch rebeliantów zginęło w starciach w mieście Sidi Bu Zajd w południowej części Tunezji. (GlobalPost)
- Zamachowiec-samobójca zabija dwóch czadyjskich żołnierzy i rani sześciu innych z sił pokojowych MINUSMA podczas ataku na punkt kontrolny w północnej części miasta Tessalit w Mali. (Reuters)
- Chiny i Indie podpisały w Pekinie umowę, dotyczącą współpracy granicznej i mającą na celu poprawę wzajemnych relacji[9]. (wp.pl, onet.pl, Al Jazeera)
- Dziennik „Der Spiegel” podał, że rozmowy prowadzone przez kanclerz Niemiec Angelę Merkel przez telefon komórkowy mogły być podsłuchiwane przez amerykańskie służby wywiadowcze. Rzecznik Białego Domu Jay Carney zapewnił, że „USA nie inwigilują i nie będą inwigilować kanclerz Niemiec”. (wp.pl, Polskie Radio)

## 22 października
- W wyniku wybuchu w bazie wojskowej koło Pskowa w zachodniej Rosji zginęło sześciu żołnierzy, a dwóch zostało rannych. (interia.pl)
- Nigeryjscy żołnierze zabili 37 islamskich bojowników z ugrupowania Boko Haram podczas ataku na jedną z baz, znajdujących się na północnym wschodzie kraju. (Reuters)
- W Iraku bojownicy zabili 22 żołnierzy sił bezpieczeństwa, głównie w atakach na posterunki policyjne i wojskowe w zachodniej prowincji Al-Anbar. (Reuters)
- Apple zapowiedział nowy iPad Air oraz udostępnił za darmo najnowszy system operacyjny OS X, Mavericks. (CNN, interia.pl)
- Australijskie Terytorium Stołeczne stało się pierwszym australijskim terytorium, które zalegalizowało małżeństwa osób tej samej płci. (Wprost, news.com.au)
- W wieku 88 lat zmarł Gianni Ferrio, włoski kompozytor i autor „Parole, parole”. (Wprost, wp.pl)

## 21 października
- W rosyjskim Wołgogradzie kobieta dokonała samobójczego zamachu w autobusie, w wyniku którego zginęło sześć osób, a 33 zostały ranne (w tym osiem w ciężko). (TVN24, BBC, Reuters)
- W wyniku zamachu bombowego w pociągu linii Jaffar Express, podróżującego pomiędzy pakistańskimi miastami Rawalpindi i Kweta, zginęło co najmniej siedem osób, a 17 zostało rannych. (The Express Tribune, interia.pl)
- W chińskim mieście Harbin z powodu gęstego smogu zamknięto szkoły, miejscowe lotnisko oraz zawieszono kursowanie komunikacji publicznej. Pomiary wykazały, że stężenie szkodliwych cząstek w powietrzu 24-krotnie przekroczyło poziom określany jako bezpieczny przez WHO[10][11].
- Dziennik „Le Monde” ujawnił, że amerykańska Agencja Bezpieczeństwa Narodowego w ciągu miesiąca (pomiędzy 10.12.2012 a 08.01.2013) nagrała ponad 70 mln rozmów telefonicznych obywateli Francji[12]. (TVN24, gazeta.pl, BBC)
- New Jersey stał się 14. stanem USA, który zalegalizował małżeństwa osób tej samej płci. (Rzeczposopolita, Polskie Radio, NBC New York)
- W Syrii w walkach o miasto Tafas zginął Yasser al-Aboud, jeden z założyciel Wolnej Armii Syrii. (BBC)

## 20 października
- Co najmniej 37 osób zginęło podczas wybuchu samochodu-pułapki w mieście Hama w środkowo-zachodniej Syrii. (CNN.com, onet.pl, wp.pl, AP via USA Today)
- W Iraku zamachowcy-samobójcy zabili 15 osób podczas ataków na policję i lokalne władze w mieście Rawa na północny zachód od Bagdadu. Następnie co najmniej 37 osób zginęło, a 42 zostało rannych w wyniku zamachu samobójczego przed kawiarnią w Bagdadzie. (AFP, BBC, oent.pl)
- Co najmniej 19 osób zginęło w wyniku ataku islamistów w pobliżu miasta Logumani w północno-wschodniej Nigerii. Według władz ataku dokonało fundamentalistyczne ugrupowanie Boko Haram. (onet.pl, money.pl)
- Co najmniej trzy osoby zginęły, a dziewięć zostało rannych w wyniku ostrzelania jednego z koptyjskich kościołów na przedmieściach Kairu. Ataku dokonali niezidentyfikowani sprawcy na motorach[13][14].
- W wyniku pożarów lasów szalejących w australijskim stanie Nowa Południowa Walia, władze regionu ogłosiły stan wyjątkowy. Do tej pory ogień strawił ponad 300 domów i około 37 tys. hektarów lasów. Ponadto zginęła jedna osoba. (RMF24, wyborcza.pl)
- W wieku 83 lat zmarł Georges Descrières, francuski aktor filmowy, teatralny i telewizyjny, znany z roli Arsène’a Lupina. (onet.pl, Polskie Radio)
- Koncern Toyota ogłosił, że 885 tys. pojazdów wyprodukowanych pomiędzy 2012 a 2013 rokiem powinno odwiedzić serwis z powodu problemów z poduszkami powietrznymi. (gazeta.pl, NBC News)

## 19 października
- Co najmniej 99 osób zostało rannych – w tym pięć ciężko – w katastrofie kolejowej na stacji Once w Buenos Aires. (wp.pl, tvp.info, Al Jazeera)
- Zamachowiec-samobójca zabił 16 syryjskich żołnierzy w punkcie kontrolnym, znajdującym się w pobliżu Damaszku. Kolejne 30 osób – zarówno żołnierzy, jak i rebeliantów – zginęło podczas walk na przedmieściach Damaszku. (Wall Street Jornal, wp.pl)
- 16 osób zginęło, a 30 zostało rannych w ataku zamachowca-samobójcy w zatłoczonej restauracji w centrum somalijskiego miasta Beledweyne. Do ataku przyznała się organizacja Asz-Szabab. (Reuters, wp.pl)
- W Belgii w wyniku katastrofy lotniczej w mieście Marchovelette zginęło 11 osób: pilot i 10 spadochroniarzy. (wp.pl)
- Tunezyjskie siły bezpieczeństwa zabiły 10 islamskich bojowników w pobliżu granicy z Algierią, w trzydniowej akcji skierowanej przeciwko uzbrojonym mężczyznom, którzy atakowali policyjne patrole w odległym rejonie północnym. (Reuters)

## 18 października
- Były lider Kartelu Tijuana Francisco Rafael Arellano Félix zginął Los Cabos w Meksyku[15].
- Arabia Saudyjska odmówiła przyjęcia miejsca w Radzie Bezpieczeństwa, powołując się na niezdolność ONZ w kwestii trwającego od blisko trzech lat konfliktu syryjskiego. (onet.pl, wyborcza.pl)
- Republikański członek Izby Reprezentantów Stanów Zjednoczonych, Bill Young, zmarł w swoim biurze[16].
- Odkryto, że planetoida o nazwie 2013 TV135 zmierza w stronę Ziemi. Według wstępnych obliczeń, w sierpniu 2032 roku może ona przelecieć bardzo blisko Ziemi, a nawet znaleźć się na kursie kolizyjnym. Szansa uderzenia w planetę wynosi 1:63 000. (Polska The Times, CNN)
- W Syrii podczas walk o bazę obrony przeciwlotniczej w prowincji Aleppo zginęło 27 osób (20 żołnierzy i 7 powstańców). (wp.pl)
- Hitlerowski zbrodniarz wojenny Alfred Stork został skazany we Włoszech na karę dożywocia za wydanie rozkazu rozstrzelania 117 włoskich żołnierzy (wp.pl, Wprost)

## 17 października
- W wyniku ataku zamachowca-samobójcy na wieś w północnym Iraku zginęło co najmniej 15 osób z mniejszości Shabak. Następnie seria zamachów samobójczych i eksplozji samochodów-pułapek w Bagdadzie i Tuz Chormato pochłonęła kolejne 31 ofiar śmiertelnych. Łącznie w całym kraju zginęło co najmniej 59 osób, głównie wyznawców szyizmu. (Reuters, wp.pl)
- Z dna jeziora Czebarkul wydobyto ponad 570-kilogramowy fragment meteorytu, który 15 lutego 2013 roku eksplodował nad rosyjskim Czelabińskiem. (Polskie Radio, BBC, tvp.info)
- Jak podały państwowe media, syryjski generał Dżameh Dżameh zginął podczas walk z rebeliantami we wschodniej prowincji Dajr az-Zaur[17]. (TVN24)
- Państwa Czad, Chile, Litwa, Nigeria i Arabia Saudyjska zostały wybrane na niestałych członków Rady Bezpieczeństwa ONZ na lata 2014–2015. (Reuters)
- Liczba ofiar trzęsienia ziemi na Filipinach wzrosła do 156 osób. Ponadto 374 osób zostało rannych, a 23 uznano za zaginione. (The Wall Street Journal, interia.pl)

## 16 października
- Erna Solberg, przewodnicząca konserwatystów, objęła urząd premiera Norwegii. (TVN24)
- W Bonn w wieku 90 lat zmarł Hans Riegel, szef firmy Haribo[18].
- We wschodnie wybrzeże Japonii uderzył tajfun Wipha, w wyniku czego zginęło co najmniej 17 osób, 50 uznano za zaginione, a dziesiątki tysięcy musiało zostać ewakuowanych. Wiatr osiągał prędkość do 126 km/h. (Gazeta Prawna, wp.pl)
- W Laosie doszło do katastrofy samolotu linii Lao Airlines, w wyniku której zginęło 49 osób. Do wypadku doszło około 7–8 km od portu lotniczego w Pakxe[19]. (gazeta.pl, wp.pl)
- Na południu Syrii w wyniku eksplozji w rejonie miasta Nawa w prowincji Dara zginęło co najmniej 21 osób, w tym kobiety i dzieci. (wp.pl)

## 15 października
- Na Filipinach wystąpiło trzęsienie ziemi o sile 7,2 w skali Richtera, w wyniku którego zginęły co najmniej 93 osoby, a kilkaset zostało rannych. Spowodowało ono również znaczne zniszczenia na wyspach Cebu i Bohol. Epicentrum trzęsienia znajdowało się ok. 5 km na wschód od miasta Balilihan na wyspie Bohol. (tvp.info, TVN24, USGS, AP via CBS News, fakt.pl)
- Po 125 latach założony w Paryżu dziennik „International Herald Tribune” zmienił nazwę na „International New York Times”. (TVN24, Rzeczpospolita)
- Około 122 tysiące osób musiało zostać ewakuowanych w wyniku uderzenia tajfunu Nari w Wietnamie. (Reuters)
- W Iraku zginęło co najmniej 12 osób, a 24 zostały ranne w zamachu przed sunnickim meczetem w Kirkuku. (wp.pl, tvp.info)

## 14 października
- Lars Peter Hansen, Eugene Fama i Robert J. Shiller zostali wyróżnieni Nagrodą Banku Szwecji im. Alfreda Nobla w dziedzinie ekonomii za „ich empiryczną analizę cen aktywów”[20]. (Rzeczpospolita)
- Liczba ofiar cyklonu Phailin w Indiach wzrosła do co najmniej 18 osób. (AFP via Sydney Morning Herald)
- W Wielkiej Brytanii aresztowano 44-letniego mężczyznę, który próbował wedrzeć się do Pałacu Buckingham w Londynie. Znaleziono przy nim nóż. (wyborcza.pl, RMF24)
- W wyniku wybuchu samochodu-pułapki w mieście Darkusz w prowincji Idlib (Syria) zginęło co najmniej 20 osób, a kilkadziesiąt zostało rannych. (wp.pl)

## 13 października
- Bill Shorten został wybrany na szefa Australijskiej Partii Pracy, pokonując przy tym Anthony’ego Albanese[21].
- Niedaleko indyjskiego miasta Datia w prowincji Madhya Pradesh zginęło co najmniej 115 pielgrzymów, którzy zostali zadeptani przez tłum w pobliżu świątyni Ratangarh. Ponad 110 osób zostało rannych, w tym 10 było w stanie krytycznym[22][23]. (BBC, wp.pl)
- W Mali w wyniku zatonięcia łodzi na rzece Niger zginęło co najmniej 20 osób (w tym 15 dzieci), a 28 uznano za zaginionych. (wp.pl)
- W Moskwie zatrzymano ponad 380 osób podczas zamieszek nacjonalistów, protestujących przeciwko imigrantom w Rosji[24][25].
- Novak Đoković wygrał drugi raz z rzędu turniej tenisowy Shanghai Rolex Masters. (The Telegraph)

## 12 października
- W Filipiny uderzył tajfun Nari, w wyniku czego zginęło co najmniej 12 osób, siedem uznano za zaginione, a około 2 milionów ludzi zostało pozbawione prądu. (tvp.info, AFP via ABC News)
- Na Morzu Śródziemnym wywrócił się statek z imigrantami. Szacuje się, że w katastrofie zginęło około 50 osób, w tym dzieci. (wp.pl, wyborcza.pl)
- W wyniku eksplozji w wietnamskich zakładach produkujących sztuczne ognie, zginęło co najmniej 21 osób, a około 100 zostało rannych. Ponadto ewakuowano 2 tysiące osób. (tvp.info)
- Na Krecie wystąpiło trzęsienie ziemi o sile 6,2 w skali Richtera. Hipocentrum znajdowało się 68 km na wschód od miasta Chania. Nie odnotowano ofiar śmiertelnych i większych zniszczeń. (wp.pl, tvp.info)
- We wschodnie wybrzeże Indii uderzył cyklon Phailin, w wyniku czego zginęło 5 osób, a prawie 500 tysięcy zostało ewakuowanych. Według władz z powodu huraganu może być poszkodowanych nawet 12 milionów ludzi[26]. (wyborcza.pl, BBC)
- W Peru w prowincji La Convencion zginęło co najmniej 50 osób – w tym 14 dzieci – w wyniku wypadku ciężarówki, która spadła z 200-metrowego zbocza góry. (wp.pl)
- Liczba odnalezionych ciał ofiar katastrofy statku u wybrzeży Lampedusy wzrosła do 359 osób. (wp.pl, tvp.info, Polskie Radio)

## 11 października
- Pokojową Nagrodą Nobla wyróżniona została Organizacja ds. Zakazu Broni Chemicznej za „szeroko zakrojone działania mające na celu wyeliminowanie broni chemicznej”. (Nobel Prize, wyborcza.pl)
- Zginęło 10 osób, a osiem zostało rannych w wyniku pożaru, który wybuchł w szpitalu w japońskim mieście Fukuoka. (wp.pl)
- W Rzymie w wieku 100 lat zmarł Erich Priebke, niemiecki zbrodniarz nazistowski, szef Gestapo w Brescii, odpowiedzialny za wykonanie egzekucji 335 Włochów. (TVN24, Deutsche Welle, Wprost)

## 10 października
- W Denver w stanie Kolorado w wieku 88 lat zmarł Malcolm Scott Carpenter, amerykański astronauta, czwarty Amerykanin w kosmosie oraz uczestnik misji Mercury-Atlas 7. (gazeta.pl, FOX News, onet.pl)
- Literacką nagrodę Nobla otrzymała kanadyjska pisarka Alice Munro, którą określono „mistrzynią krótkiej formy literackiej”[27]. (Nobel Prize)
- Były burmistrz Detroit Kwame Kilpatrick został skazany na 28 lat więzienia za ściąganie haraczy, spiski, wyłudzenia oraz przestępstwa podatkowe. (MSN)
- W wieku 77 lat zmarł Wilfried Martens, długoletni premier Belgii i przewodniczący Europejskiej Partii Ludowej. (wp.pl)
- W wieku 88 lat zmarł Edmund Niziurski, autor wielu powieści dla młodzieży. (Rzeczpospolita)
- Sąd Najwyższy Delaware uchylił wyrok sądu niższej instancji, w wyniku czego spółka Activision Blizzard może sfinalizować transakcję, polegającą na wykupie swoich akcji od Vivendi. (Reuters, Eurogamer)
- W Syrii w ataku rządowych helikopterów w okolicach Aleppo zginęło ponad 30 osób. (gazeta.pl)

## 9 października
- Nagrodę Nobla w dziedzinie chemii otrzymali Martin Karplus, Michael Levitt i Arieh Warshel za ich wkład w dziedzinie modelowania złożonych układów chemicznych. (Nobel Prize, wp.pl)
- Prezydent USA Barack Obama nominował Janet Yellen na prezesa Fed. (Polskie Radio, Reuters)
- İlham Əliyev został po raz trzeci wybrany na prezydenta Azerbejdżanu. (tvp.info, wp.pl)
- W Brunei odbył się 25. szczyt Stowarzyszenia Narodów Azji Południowo-Wschodniej i 8. Szczyt Azji Wschodniej[28].
- W Republice Środkowoafrykańskej doszło do starć pomiędzy lokalnymi bojówkami i byłymi rebeliantami ugrupowania Séléka. Zginęło około 60 osób. (Reuters)
- W Chinach aresztowano prawie 400 osób w regionie Sinciang za „ekstremizm religijny”, w tym 140 za rzekome wzywanie do dżihadu. (Polskie Radio, TVN24, AFP via FRANCE 24)

## 8 października
- Nagrodę Nobla w dziedzinie fizyki otrzymali François Englert oraz Peter Higgs za zrozumienie mechanizmu powstawania masy i odkrycie tajemniczej cząstki, zwanej bozonem Higgsa. (Rzeczpospolita, TVN24, Nobel Prize, Polskie Radio)
- W wieku 68 lat zmarł Patrice Chéreau, francuski reżyser, aktor i scenarzysta filmowy, teatralny i telewizyjny. (TVN24, wp.pl)
- W Hongkongu został sprzedany diament o wadze 118,28 karatów za sumę ponad 30 mln dolarów – jest to jak dotąd najwyższa cena za pojedynczy diament. (Rzeczpospolita. BBC)
- Zarząd Rezerwy Federalnej Stanów Zjednoczonych wprowadził do obiegu nowy banknot 100-dolarowy, posiadający nowe zabezpieczenia. (interia.pl)
- W wyniku pożaru fabryki odzieżowej w mieście Gazipur w Bangladeszu zginęło 10 osób, a ponad 50 zostało rannych[29]. (onet.pl, Polskie Radio)

## 7 października
- Nagrodę Nobla w dziedzinie fizjologii lub medycyny otrzymali James Rothman, Randy Schekman oraz Thomas Südhof za odkrycia dotyczące maszynerii regulującej transport pęcherzykowy – główny system transportowy w komórkach. (Nobel Prize)
- W wieku 81 lat zmarła Joanna Chmielewska, polska pisarka, autorka powieści sensacyjnych, kryminalnych, komedii obyczajowych, a także książek dla dzieci i młodzieży. (RMF24, Polskie Radio, wp.pl)
- Mulatu Teshome został wybrany na prezydenta Etiopii. (ERTA)
- Co najmniej 11 egipskich żołnierzy i policjantów zginęło w podwójnym zamachu w punkcie kontrolnym na północ od Ismailii. Kolejne dwie osoby zginęły, a 48 zostało rannych w eksplozji przed budynkiem sił bezpieczeństwa w mieście At-Tur na Półwyspie Synaj. (tvp.info)
- W serii zamachów bombowych w Bagdadzie i jego okolicach zginęło co najmniej 38 osób, a 60 zostało rannych. Większość z nich miała miejsce w dzielnicach zamieszkanych głównie przez szyitów. (RMF24, wp.pl)
- W południowo-wschodnie wybrzeże Chin uderzył tajfun Fitow, w wyniku czego zginęło co najmniej pięć osób, a pół miliona musiało zostać ewakuowanych z prowincji Fujian i Zhejiang. Ponadto spowodował utrudnienia w dostawie prądu oraz zakłócenia w komunikacji lotniczej i kolejowej. (Wprost, money.pl, RMF24, Reuters)

## 6 października
- Niemiecka Bundeswehra po 10 latach zakończyła swoją misję w Afganistanie, przekazując lokalnym siłom swoją bazę w prowincji Kunduz. (RMF24)
- Międzynarodowi eksperci ds. rozbrojenia ONZ i OPCW rozpoczęli niszczenie syryjskich zapasów broni chemicznej. Zgodnie z planem operacja ma zostać zakończona w połowie 2014 roku. (tvp.info, RMF24)
- W Egipcie zginęło co najmniej 51 osób, a ponad 200 zostało rannych w starciach zwolenników byłego prezydenta Muhammada Mursiego z siłami bezpieczeństwa[30]. (Reuters, Euronews, TVN24)
- Dwa samochody-pułapki wybuchły w pobliżu irackiego miasta Tall Afar, w wyniku czego zostało zabitych i rannych kilkadziesiąt osób. (Xinhua)
- Co najmniej 15 osób zginęło, a 20 zostało rannych w wyniku katastrofy autobusu w Peru. Pojazd runął w 80-metrową przepaść w regionie Huancavelica w środkowej części kraju. (tvp.info)
- W północnym Meksyku w pobliżu miasta Chihuahua monster truck wjechał w tłum widzów, w wyniku czego zmarło dziewięć osób, a około 80 zostało rannych. (wp.pl)
- Co najmniej 15 osób – w tym dziesięcioro dzieci – zginęło, a 44 zostały ranne w podwójnym zamachu przy użyciu samochodów-pułapek w irackiej miejscowości Kabak. (wp.pl)

## 5 października
- W Libii uzbrojeni napastnicy zaatakowali wojskowy punkt kontrolny w pobliżu miasta Bani Walid. Podczas ataku zginęło 15 żołnierzy. (BBC)
- Książę Henryk z Walii przybywa do Sydney w Australii, aby uczcić 100-lecie Royal Australian Navy. (ABC News)

## 4 października
- W Irlandii przeprowadzono dwa referenda: dotyczące zniesienia senatu (wbrew wcześniejszym sondażom odrzucone) oraz przyjęcia 33. poprawki do konstytucji ustanawiającej Sąd Apelacyjny (została przyjęta)[31].
- W wieku 102 lat zmarł Võ Nguyên Giáp, wietnamski generał i dowódca, którego działania w znacznej mierze przyczyniły się do zjednoczenia Wietnamu. (BBC)
- W Meksyku w katastrofie autobusu, który stoczył się po stromym zboczu w stolicy, zginęło co najmniej 14 osób, a 25 zostało rannych. (wyborcza.pl, RMF24)

## 3 października
- Rosja ewakuowała z Libii wszystkich swoich dyplomatów wraz z rodzinami, dzień po ataku na jedną z ambasad, podczas którego zginęła jedna osoba[32].
- W wyniku pożaru łodzi, przewożącej afrykańskich imigrantów u wybrzeży Lampedusy (Włochy) zginęło ponad 200 osób, a około 150 uznano za zaginione[33][34]. (Reuters, The New York Times, AP via Yahoo! News)
- Co najmniej 14 osób zginęło w wyniku katastrofy samolotu pasażerskiego w Lagos w Nigerii. Maszyna rozbiła się chwilę po starcie z Portu lotniczego Lagos. (Wprost, BBC)

## 2 października
- W północnym Iraku rebelianci zestrzeliwują wojskowy helikopter, w wyniku czego giną wszyscy czterej członkowie załogi. (Reuters)
- W wyniku zderzenia się autobusu z ciągnikiem z przyczepą oraz SUV-em na autostradzie międzystanowej nr 40 w Hrabstwie Jefferson zginęło osiem osób, a 14 zostało rannych. (NBC News)
- Założyciel portalu handlowego Amazon, Jeff Bezos kupił dziennik The Washington Post za sumę 250 milionów dolarów. (TVN24)

## 1 października
- W wieku 66 lat zmarł Tom Clancy, amerykański pisarz, autor powieści sensacyjnych. (gazeta.pl, The New York Times)
- Zespół z Organizacji ds. Zakazu Broni Chemicznej przyjeżdża do Syrii w celu rozpoczęcia prac nad likwidacją zapasów broni chemicznej reżimu Assada. (BBC)
- Bangladeski polityk Salahuddin Quader Chowdhury został skazany na śmierć za zbrodnie wojenne – w tym tortury, morderstwa i ludobójstwo – podczas wojny o niepodległość Bangladeszu. (BBC)
- Rząd Wenezueli wydalił z kraju trzech amerykańskich dyplomatów po tym, jak zostali oskarżeni za „sabotaż gospodarczy”. (BBC)
- Syryjskie Obserwatorium Praw Człowieka poinformowało, że do tej pory w wyniku wojny domowej w Syrii zginęło ponad 115 tys. ludzi. (tvp.info)